# 茨城県道336号太田郷停車場線

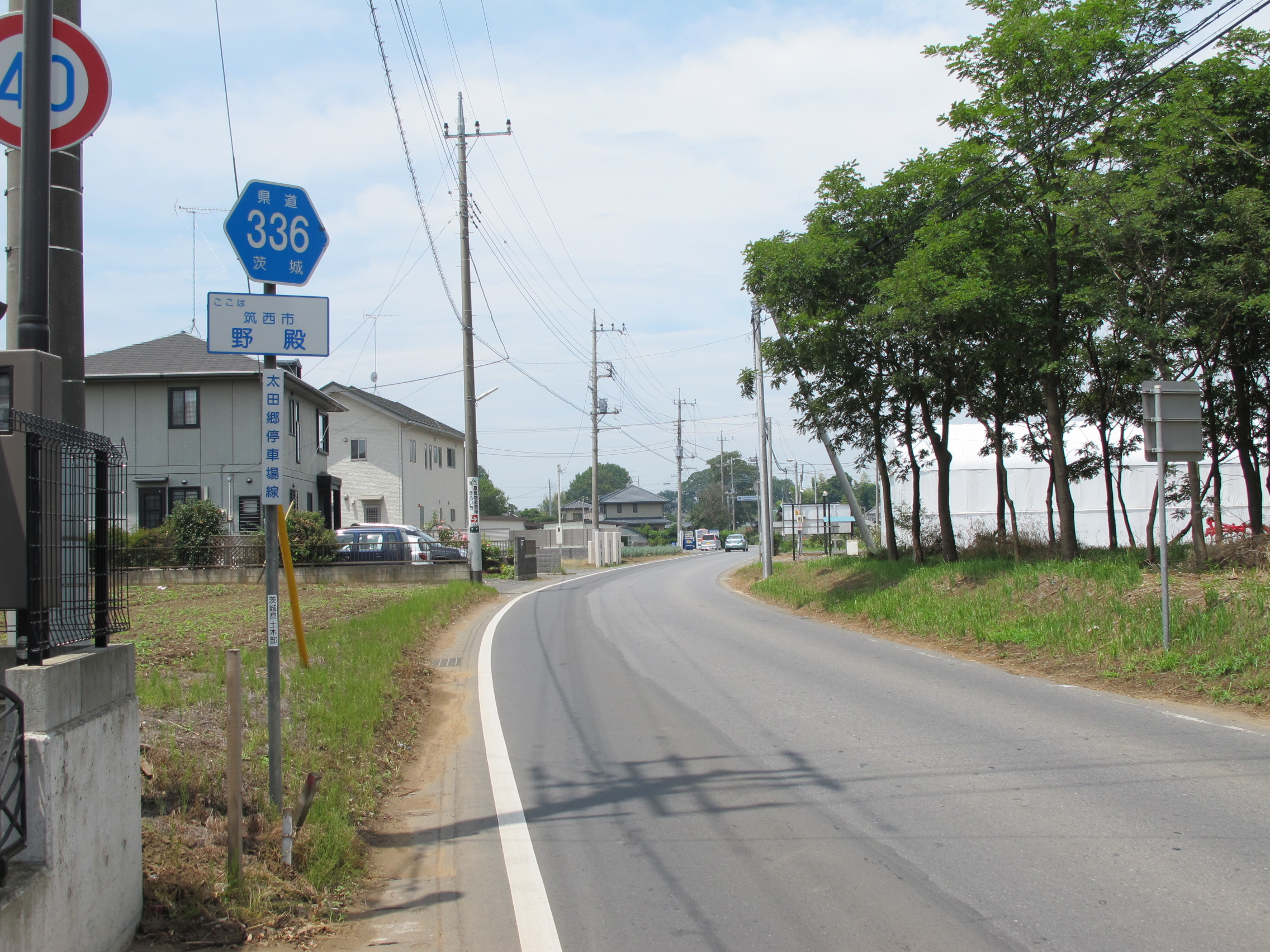
茨城県道336号太田郷停車場線
筑西市野殿・終点付近（2013年7月撮影）

茨城県道336号太田郷停車場線（いばらきけんどう336ごう おおたごうていしゃじょうせん）は、茨城県筑西市にある関東鉄道常総線大田郷駅と接続する県道である。

## 概要
関東鉄道常総線大田郷駅の東側から東の方角に向かい、約170メートル (m) 程先の変形4差路で南東方向に折れて道なりに続き、筑西市野殿地内の茨城県道357号谷和原筑西線交点を終点とする一般県道である。現地の駅名は「大田郷」であるが、路線名称の表記は「太田郷」を用いており、後者が正式路線名称上の表記となっている。起点は太田郷停車場とされるが、大田郷駅の駅口は駅の西側にあり本県道は駅口とは直接的に接続されてはおらず、県道の起点から路地と跨線橋（歩道）を通って駅口に通じることができる。

### 路線データ
- 起点：筑西市西方（大田郷駅）
- 終点：筑西市野殿（茨城県道357号谷和原筑西線交点）
- 総延長：1.158 km[2]
- 重用延長：なし[2]
- 未供用延長：なし[2]
- 実延長：1.158 km[2]
- 自動車交通不能区間延長[注釈 1]：0.157 km[2]

## 歴史
1959年（昭和34年）10月14日、新たな県道として下館市大字野殿の太田郷停車場を起点とし、県道下館取手線（現在は県道谷和原筑西線）交点を終点とする区間を本路線とする県道太田郷停車場線として茨城県が県道路線認定した。
1995年（平成7年）に整理番号336となり現在に至る。

### 年表
- 1913年（大正2年）11月1日：大田郷駅が開業する。
- 1935年（昭和10年）11月29日：現在の路線の前身である太田郷停車場野殿線が路線認定される。[3]
- 1959年（昭和34年）10月14日
現在の路線が路線認定される（図面対象番号302）[1]。道路の区域は、下館市野殿の太田郷停車場から下館市野殿の主要地方道下館取手線交点までの決定された[4]。
- 1995年（平成7年）3月30日：整理番号が整理番号354から現在の番号（整理番号336）に変更される[5]。

## 地理

### 通過する自治体
- 茨城県筑西市

### 交差する道路
- 茨城県道357号谷和原筑西線（終点）

### 沿線
- 関東鉄道常総線 大田郷駅